# Estación Teniente Coronel Miñana
Teniente Coronel Miñana era el nombre que recibía una estación de ferrocarril ubicada en áreas rurales del partido de Olavarría, en el interior de la Provincia de Buenos Aires, Argentina.

## Servicios
La estación era intermedia del otrora Ferrocarril Provincial de Buenos Aires para los servicios interurbanos y también de carga hacia y desde La Plata, Loma Negra y Azul. No opera servicios desde 1968.